# Cogorno
Cogorno é uma comuna italiana da região da Ligúria, província de Génova, com cerca de 5.292 habitantes. Estende-se por uma área de 9 km², tendo uma densidade populacional de 588 hab/km². Faz fronteira com Carasco, Chiavari, Lavagna, Ne.

## Demografia
| Variação demográfica do município entre 1861 e 2011                               |
|                                                                                   |
| Fonte: Istituto Nazionale di Statistica (ISTAT) - Elaboração gráfica da Wikipedia |